# Сторожевое (Полтавская область)
Сторожевое (укр. Сторожове) — село,
Войновский сельский совет,
Чутовский район,
Полтавская область,
Украина.
Код КОАТУУ — 5325480403. Население по переписи 2001 года составляло 517 человек.

## Географическое положение
Село Сторожевое находится на правом берегу реки Коломак,
выше по течению на расстоянии в 7 км расположено село Новофёдоровка,
ниже по течению на расстоянии в 2,5 км расположено село Бурты (Полтавский район),
на противоположном берегу — село Зеленковка.
Река в этом месте извилистая, образует лиманы, старицы и заболоченные озёра.

## Экономика
- ООО «Сторожевое».

## Объекты социальной сферы
- Школа.
- Клуб.

## Известные жители и уроженцы
- Ваць, Надежда Матвеевна (1916—?) — Герой Социалистического Труда.